# Mākereti Papakura
Pour les articles homonymes, voir Papakura.
Margaret Pattison Staples-Browne, née Thom le 20 octobre 1873 à Matata (Nouvelle-Zélande) et morte le 16 avril 1930 à Oxford, plus connue sous le nom de Mākereti Papakura ou Maggie Papakura, est une guide, artiste et ethnographe néo-zélandaise. D'origine pākehā et maorie, elle descend des iwi de Te Arawa et Tūhourangi.

## Biographie

### Jeunesse
Papakura naît à Matatā, à proximité de la baie de l'Abondance (Nouvelle-Zélande), en 1873. Ses parents sont le commerçant anglais William Arthur Thom et Pia Ngarotū Te Rihi, une femme de la tribu Te Arawa de haute naissance, descendante des chefs Tama-te-kapua, Ngātoroirangi, Hei et Ika.
Papakura est élevée jusqu'à l'âge de 10 ans par la tante et l'oncle de sa mère, Mārara Marotaua et Maihi Te Kakau Parāoa, dans le petit village rural de Parekārangi, où elle parle maori et apprend l'histoire, la culture et les traditions de sa famille maternelle. À l'âge de 10 ans, son père reprend son éducation et elle fréquente les écoles de Rotorua et Tauranga, puis la Hukarere Native School for Girls à Napier.
En 1891, âgée de 18 ans, elle épouse Francis Dennan, un géomètre, et ils ont un fils, William, plus tard dans l'année. La famille s'installe brièvement dans le Wairarapa, mais Dennan part travailler à Taupo et Papakura retourne à Whakarewarewa. Ils se séparent en 1900.

### Carrière de guide
Après avoir terminé ses études à l'école secondaire, Papakura déménage et s'installe dans la région des sources thermales de Whakarewarewa à Rotorua. Elle se forme pour devenir guide auprès de Sophia Hinerangi (en), elle-même déjà guide. Avec son salaire, elle peut subvenir aux besoins de son fils. Un visiteur étranger lui demande un jour si elle porte un nom de famille maori et elle jette un coup d'œil autour d'elle pour trouver l'inspiration. Elle aperçoit le geyser Papakura et dit s'appeler Maggie Papakura au visiteur. Dès lors, elle travaille sous ce nom et les membres de sa famille adoptent également le nouveau nom de famille.
En 1901, Papakura est la guide du duc et de la duchesse de Cornouailles et d'York (qui deviendront le roi George V et la reine Mary de Teck) lors de leur visite à Whakarewarewa. Elle est remarquée par la presse et figure dans des magazines, des calendriers, des brochures, des livres, des cartes postales et des chroniques de journaux. Deux ans plus tard, elle publie son propre ouvrage, Maggie's Guide to the Hot Lakes, qui connaît un grand succès.
Papakura est également une artiste de talent et, au début des années 1900, elle crée le chœur maori de Rotorua, qu'elle emmène en tournée à Sydney en 1910. La tournée connaît un tel succès qu'un groupe d'hommes d'affaires de Sydney lui demande d'organiser un concert à Londres pour les célébrations du Festival of Empire (en), et en avril 1911, le groupe de Papakura fait ses bagages, destination l'Angleterre. Le groupe est composé d'environ 40 membres de la famille de Papakura, dont sa sœur Bella, son frère Dick et le chef de Tūhourangi, Mita Taupopoki,.
L'ensemble se produit en groupe au Crystal Palace, au Palace Theatre et à White City. Une exposition d'objets traditionnels maoris a lieu en parallèle. La tournée connaît grand succès et leur fait une importante publicité. Ils reçoivent également des critiques positives, cependant le groupe rencontre des problèmes financiers. Environ la moitié des membres décident de rester en Angleterre et quatre des femmes épousent des Anglais. Le reste du groupe revient en Nouvelle-Zélande à la fin 1911. Papakura est tenue pour responsable à la fois des problèmes financiers et des membres du groupe qui ne sont pas revenus. Elle ne reste que brièvement en Nouvelle-Zélande, puis retourne en Angleterre, où elle poursuit sa relation avec Richard Staples-Browne. Elle l'a rencontré pour la première fois en 1907 lors d'une tournée en Nouvelle-Zélande. Le couple se marie en 1912 et vit dans la maison de campagne de Staples-Browne dans l'Oxfordshire, à Oddington Grange,.

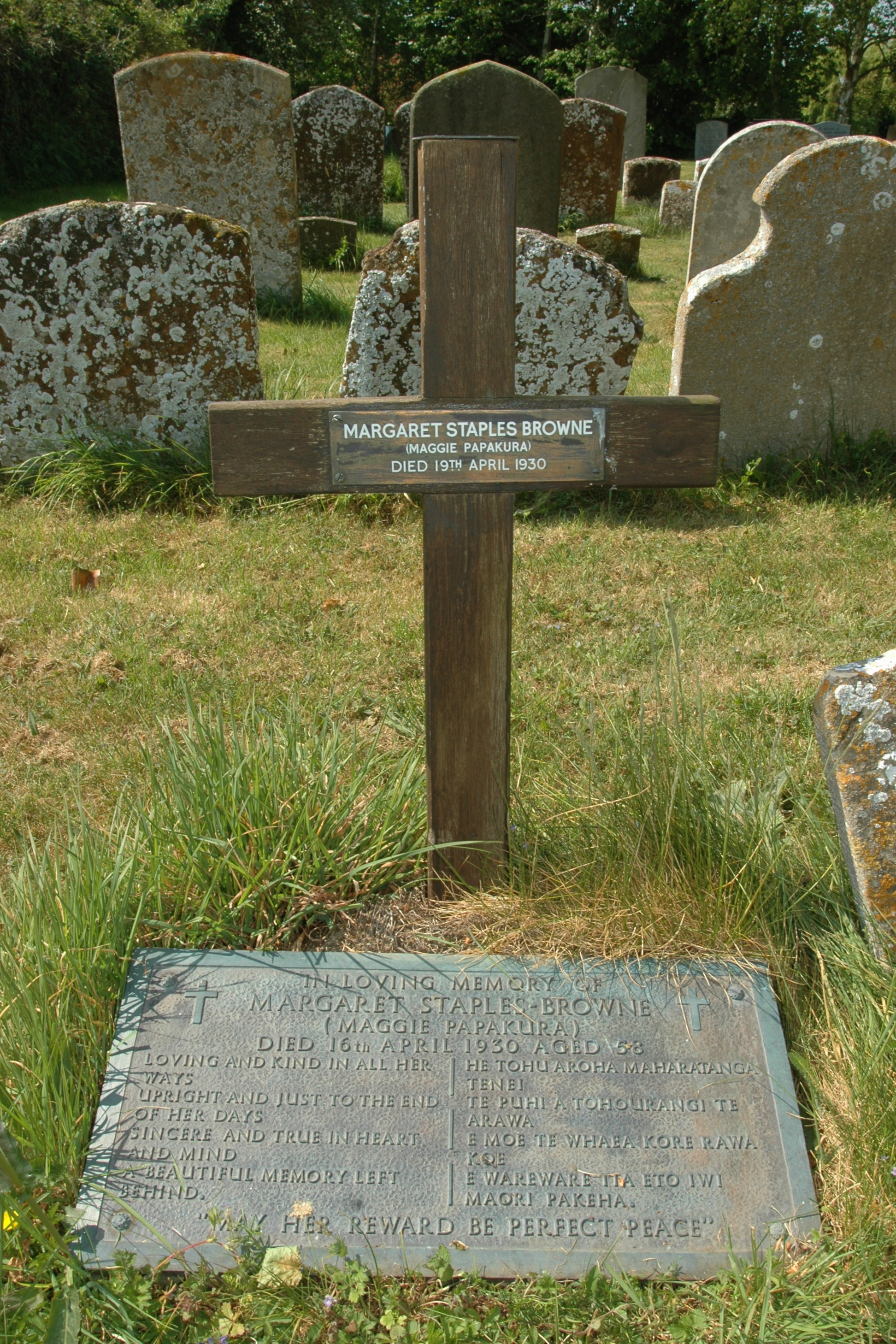
Sépulture de Margaret Staples-Browne à Oddington

Pendant la Première Guerre mondiale, Papakura et son mari ouvrent leurs maisons, dans l'Oxfordshire et à Londres, aux soldats néo-zélandais blessés, et Papakura crée un mémorial aux soldats tombés au combat dans la chapelle d'Oddington. En 1924, elle s'installe à Oxford et s'inscrit à l'université pour réaliser un Bachelor of Science en anthropologie au St Anne's College. Elle rédige une thèse sur la culture maorie, qu'elle fait lire aux anciens de la communauté de Whakarewarewa pour approbation avant de la soumettre. Papakura meurt soudainement trois semaines avant son examen de thèse, le 16 avril 1930, à l'âge de 56 ans, des suites d'une rupture de l'artère aorte. Elle est enterrée, suivant ses vœux, au cimetière d'Oddington ; sa famille lui érige un mémorial à Whakarewarewa l'année suivante.

## Héritage
La thèse de Papakura est publiée à titre posthume en 1938 par son ami et camarade d'étude en anthropologie à Oxford, Thomas Kenneth Penniman, sous le titre The Old-Time Maori. Il décrit et analyse les coutumes de la tribu Te Arawa du point de vue d'une femme, ce qui inclut des aspects de la vie quotidienne comme l'éducation des enfants et les relations familiales, qui étaient auparavant ignorés par les écrivains masculins. Papakura corrige également à titre posthume les hypothèses erronées des ethnologues pakeha avec son travail, le premier ouvrage ethnographique approfondi publié par un érudit maori,. Le livre est réimprimé en 1986 par New Women's Press.
En 1993, les œuvres détenues et créées par Papakura sont intégrées à l'exposition Ngā puna roimata o Te Arawa, organisée à Te Papa qui présente également des œuvres de Te Hikapuhi Wiremu Poihipi et Rangimahora Reihana-Mete, respectivement une guérisseuse et une tohunga et artiste textile maorie.
En 2007, Paul Diamond publie une biographie de Papakura, intitulée Makereti : Taking Maori to the World et elle a fait l'objet d'une exposition à la Bibliothèque nationale de Nouvelle-Zélande.
La maison de Makereti Papakura, nommée d'après son ancêtre Tuhoromatakaka et construite par le maître sculpteur Tene Waitere, se dresse toujours dans le village de Whakarewarewa.
En 2017, Papakura est sélectionnée parmi les « 150 femmes en 150 mots » de la Société royale de Nouvelle-Zélande, projet visant à mettre en avant les contributions des femmes à la production et à la diffusion de la connaissance en Nouvelle-Zélande.
Après sa mort, une collection d'objets maoris appartenant à Mākereti est transmise par son fils William Francis Dennan au Pitt Rivers Museum. Elle comprend également sa collection de photographies, de documents généalogiques et de notes liées à sa thèse.